# Paul-Siméon Ahouanan Djro
Paul-Siméon Ahouanan Djro OFM (ur. 19 grudnia 1952 roku w Bingerville, zm. 12 lutego 2024) – duchowny katolicki z Wybrzeża Kości Słoniowej, arcybiskup Bouaké od 2006.

## Życiorys
Święcenia kapłańskie przyjął 19 lipca 1981 roku w Zakonie Braci Mniejszych.

## Episkopat
6 grudnia 1995 roku został mianowany przez papieża Jana Pawła II biskupem Jamusukro. Sakry biskupiej udzielił mu w dniu 16 marca 1996 roku ówczesny kardynał prezbiter San Crisogono - Bernard Yago. W dniu 12 stycznia 2006 roku został mianowany przez papieża Benedykta XVI arcybiskupem koadiutorem Bouaké. W dniu 22 września 2006 roku przejął rządy w diecezji po śmierci poprzedniego arcybiskupa metropolity.